# Pseudoathyreus fracticolis
Pseudoathyreus fracticolis es una especie de coleóptero de la familia Geotrupidae.

## Distribución geográfica
Habita en Somalia.